# Église Saint-Martin de Saint-Martin-de-Gurson
Pour les articles homonymes, voir Église Saint-Martin.
L'église Saint-Martin est une église romane et gothique située à Saint-Martin-de-Gurson, dans le département français de la Dordogne, en région Nouvelle-Aquitaine.
Elle fait l'objet d'une protection au titre des monuments historiques.

## Généralités
L'église Saint-Martin est située dans l'ouest du département français de la Dordogne, dans le Landais, au centre du bourg de Saint-Martin-de-Gurson, en bordure de la route départementale 33.
Elle est placée sous le patronage de saint Martin, évêque de Tours au IVe siècle.

## Histoire et architecture

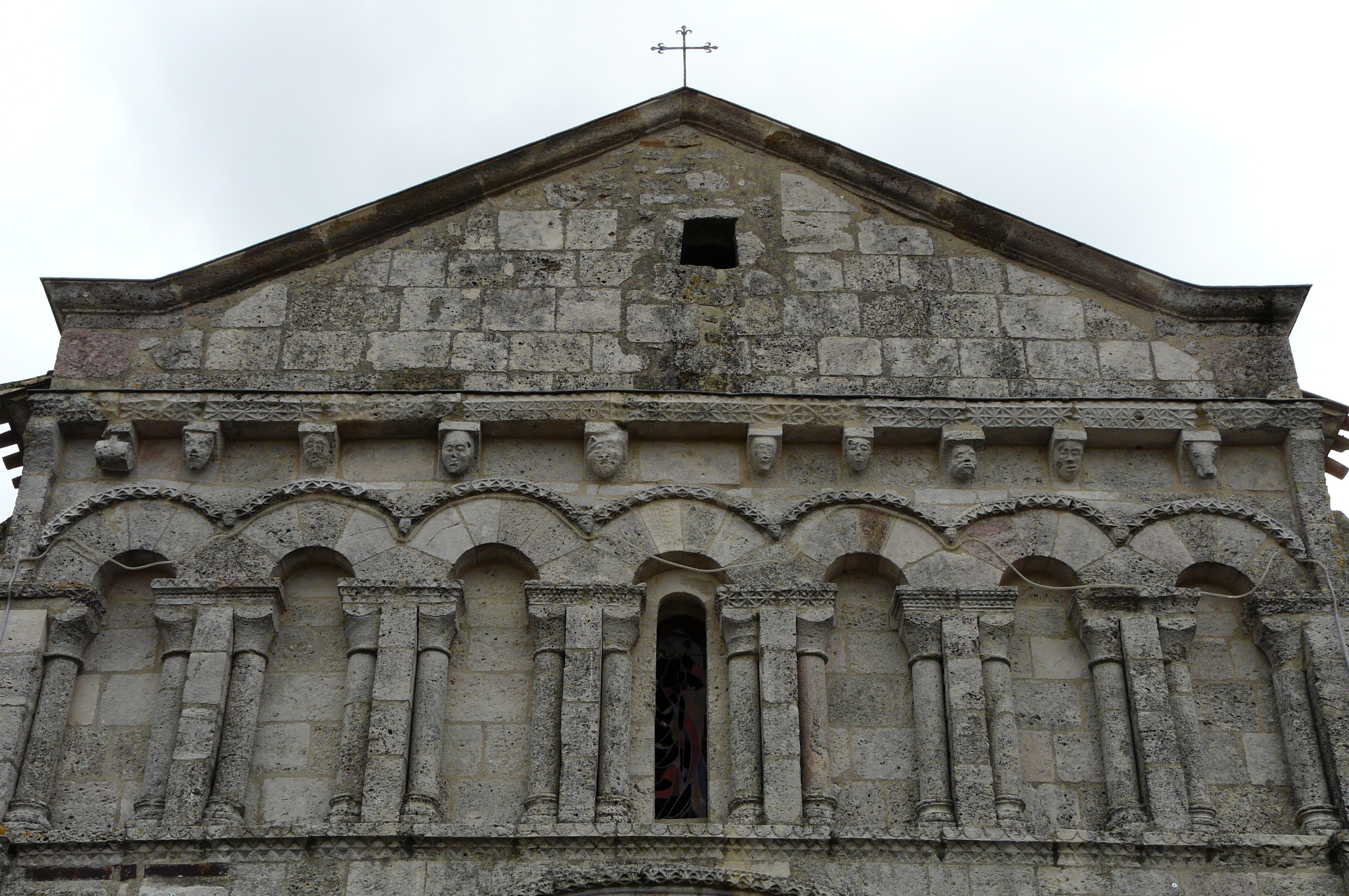
La partie supérieure de la façade occidentale.

L'église est édifiée au XIIe siècle. Au XVe siècle, son abside est fortifiée.
L'édifice est classé au titre des monuments historiques le 11 décembre 1912.
L'église n'est pas strictement orientée est-ouest, mais plutôt est-nord-est/ouest-sud-ouest.
La façade occidentale, de type roman saintongeais, présente sept arcatures dont six sont aveugles au-dessus d'un portail à voussures dont les chapiteaux sont sculptés d'oiseaux et de monstres. Ce portail est lui-même encadré de deux autres arcatures aveugles.
Le clocher carré se situe au-dessus d'une coupole sur pendentifs coiffant une travée de la nef.
Le chœur se termine par une abside hémicirculaire voûtée en cul-de-four.
Des modillons ornent la façade occidentale et le chevet.

## Galerie de photos

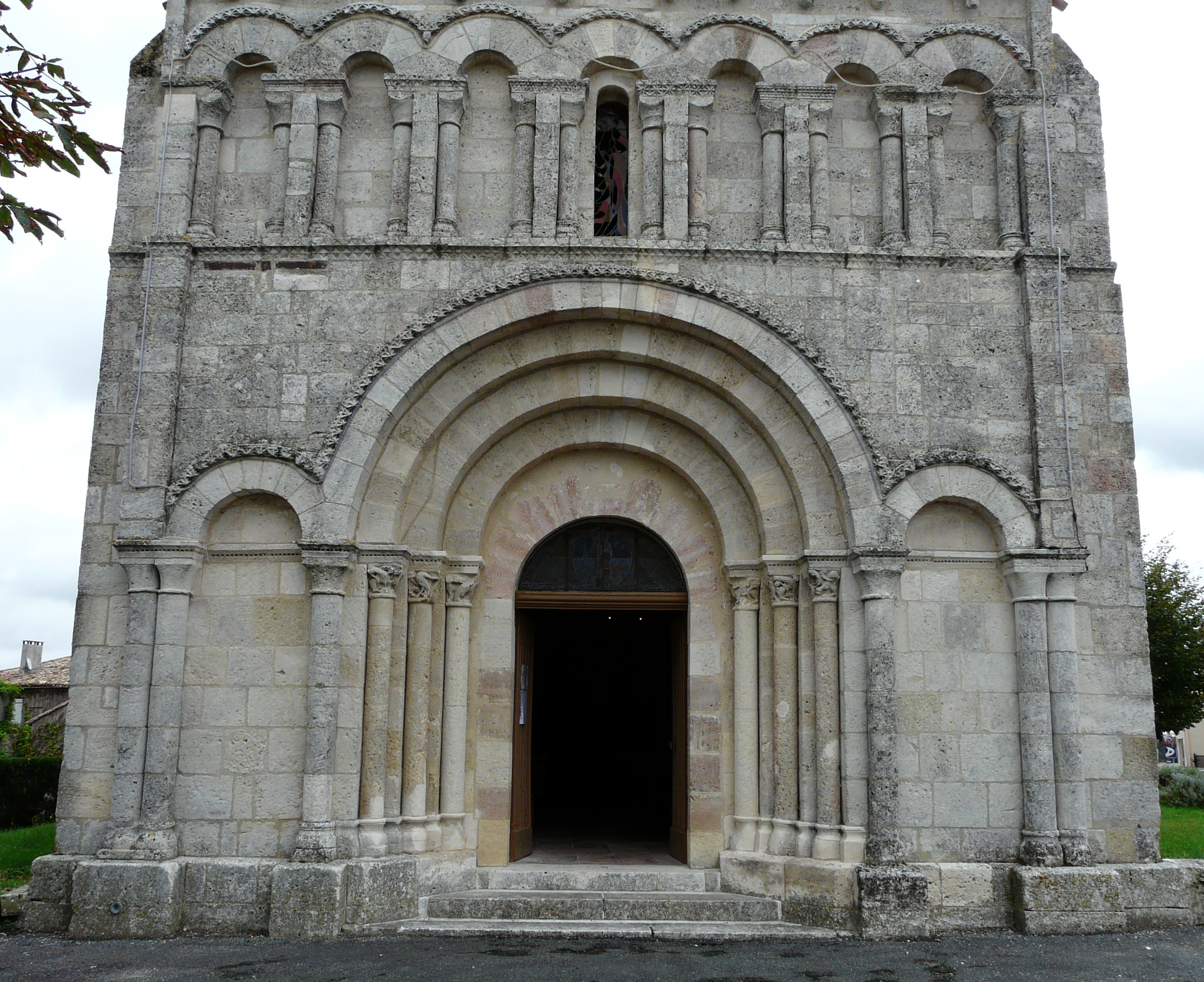
Le portail.
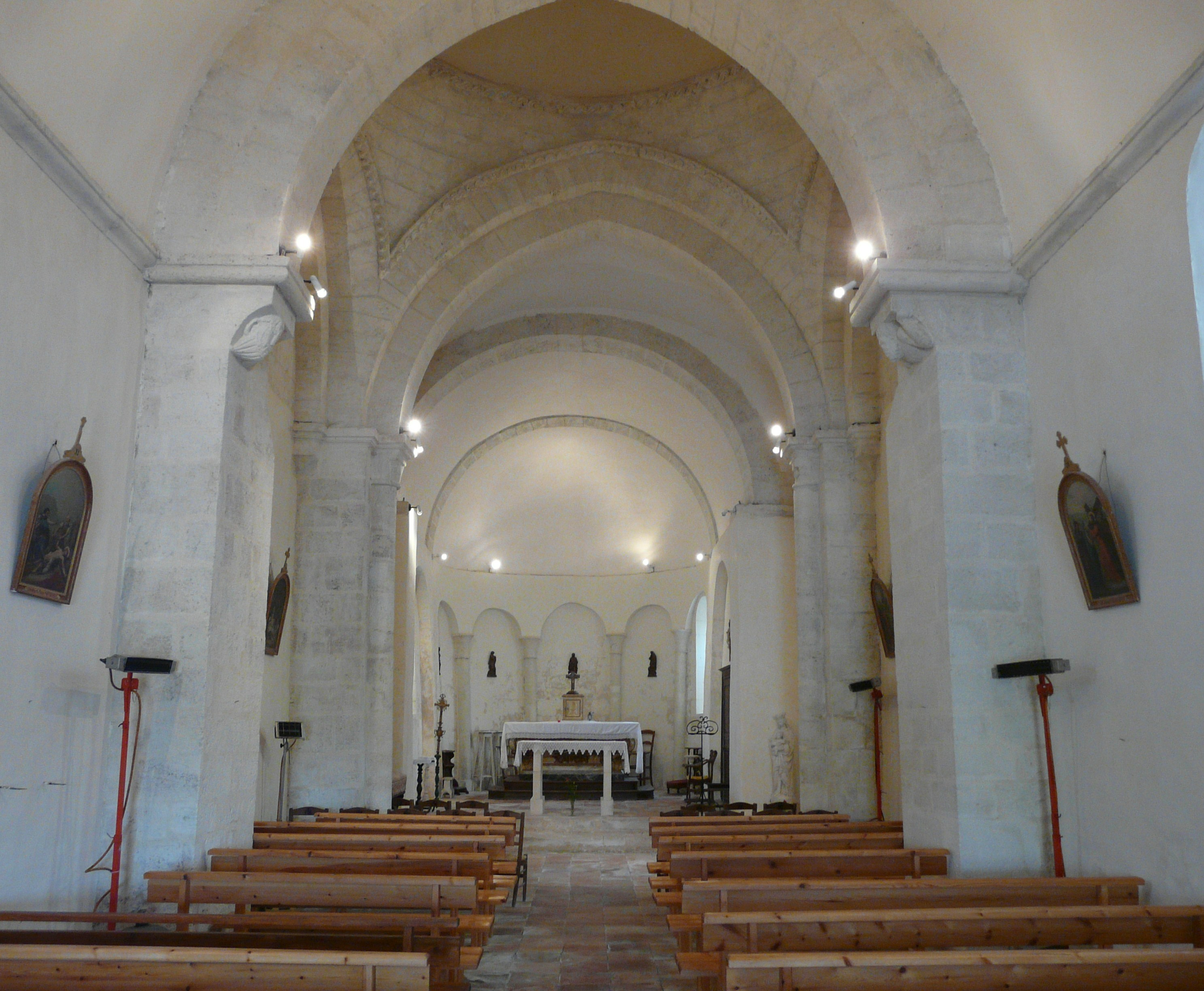
La nef.
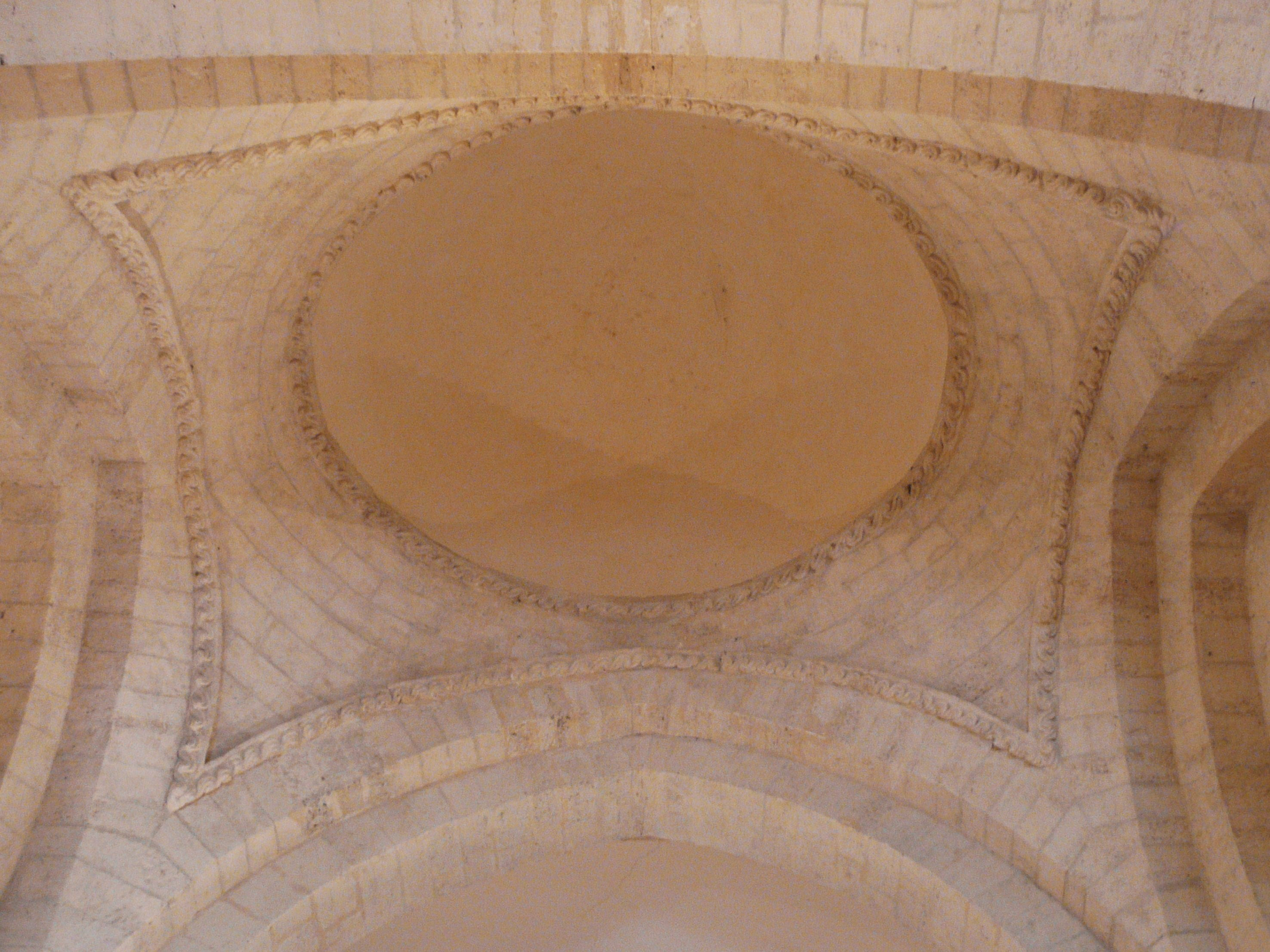
La coupole.
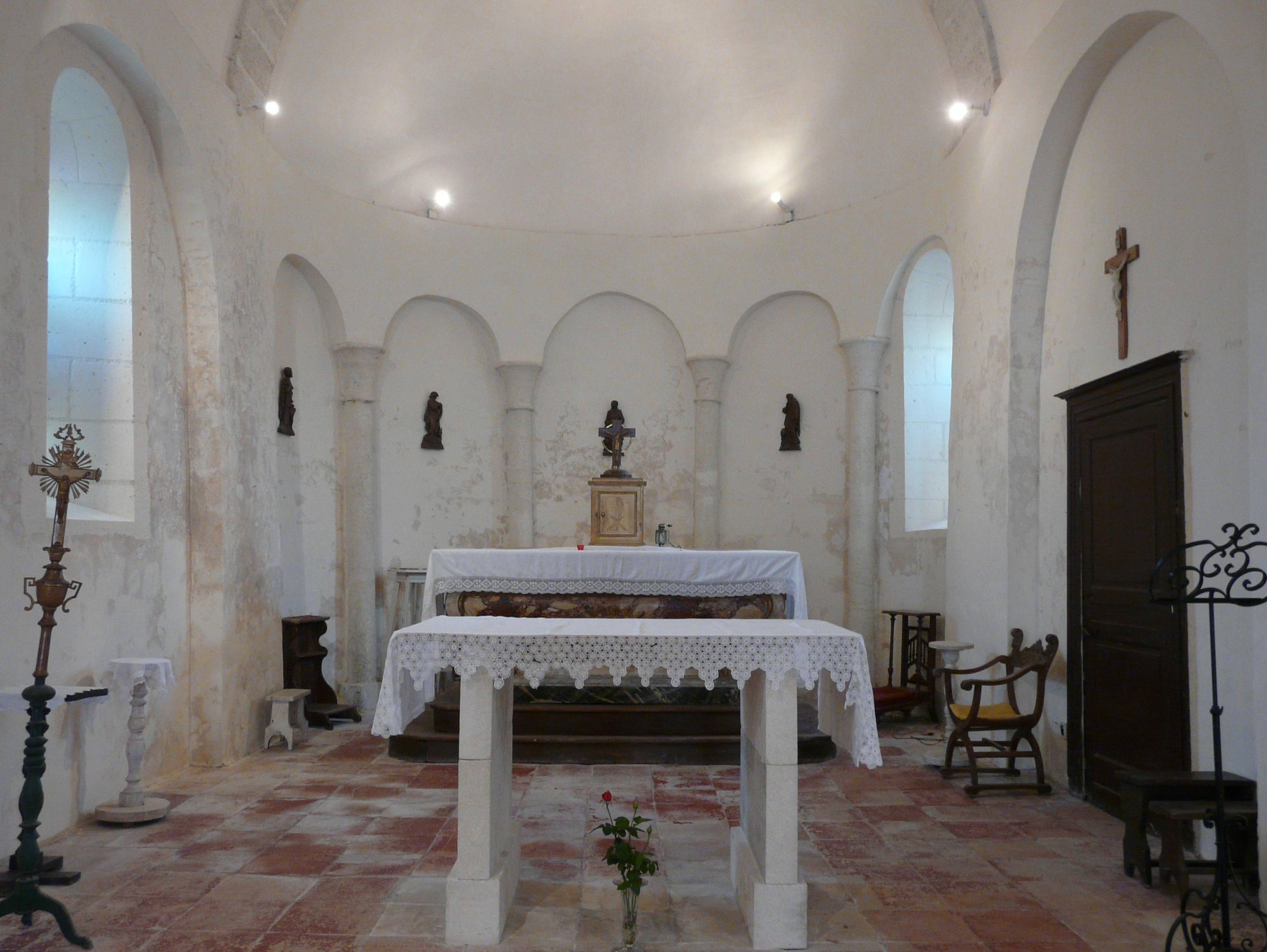
Le chœur.